# Culture (agriculture)
Pour les articles homonymes, voir Culture (homonymie).

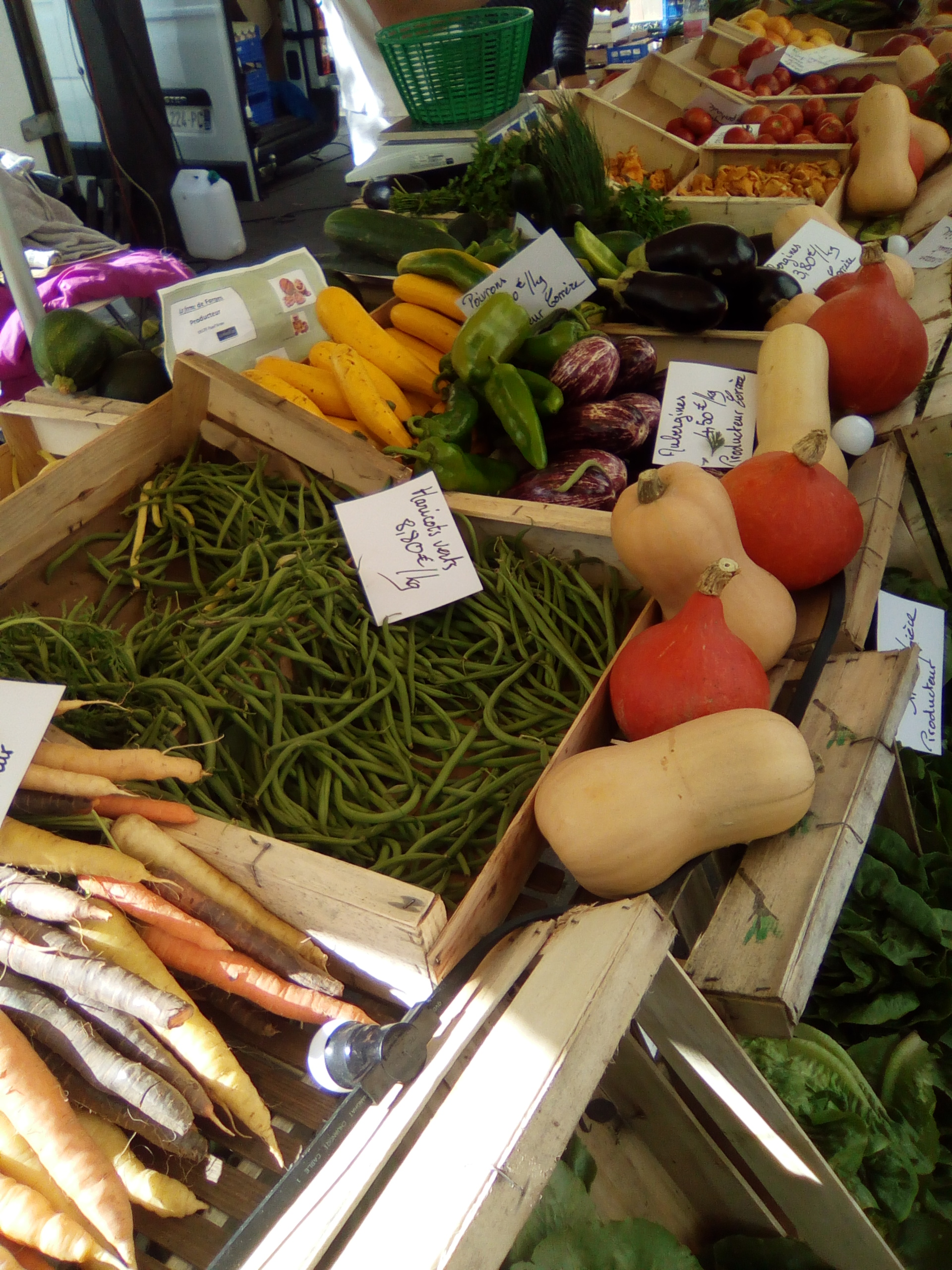
Étal d'un maraîcher.

En agriculture, une culture est une production végétale tirée de l'exploitation de la terre. Le terme désigne également une plante cultivée c'est-à-dire une espèce végétale cultivée, par exemple le blé ou la pomme de terre. Les plantes cultivées ont subi un processus de domestication, qui les a conduites à développer des caractères différents de leur ancêtre sauvage (« syndrome de domestication »)
Ce sens dérive par métonymie du sens premier du terme, à savoir, « l'ensemble des travaux et techniques mis en œuvre pour traiter la terre et pour en tirer des produits de consommation ». 
On parle aussi de cultures de champignons, d'algues, et d'arbres (fruitiers, peupliers, palmier à huile, hévéa).

## Plantes cultivées

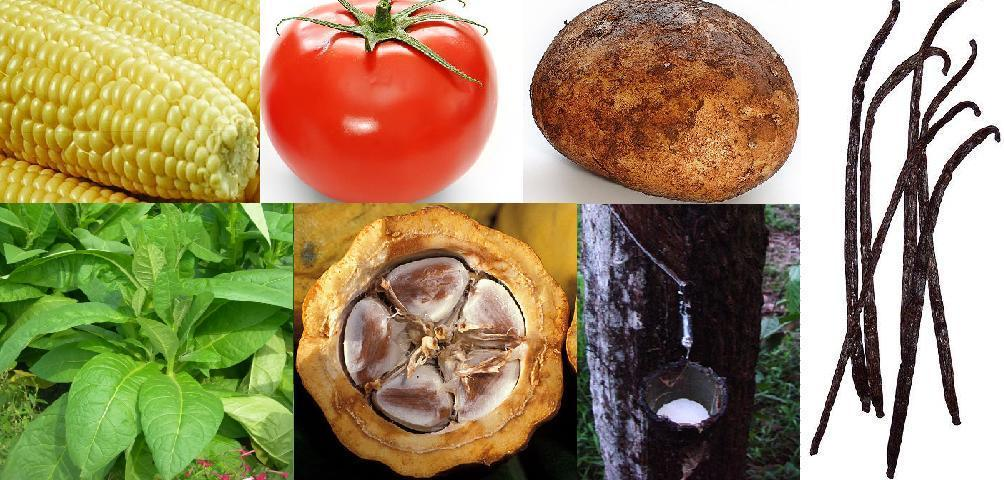
Exemple de plantes alimentaires domestiquées et cultivées

### Taxinomie des plantes cultivées
Ces plantes comportaient ou comportent encore (selon les espèces) un grand nombre de variétés et font l'objet d'une taxonomie particulière.

### Espèces autrefois cultivées éteintes ou en voie d'extinction
Le nombre d'espèces cultivées diminue régulièrement, et certaines espèces sont même considérées comme éteintes, ou n'existent plus que dans des collections botaniques ou jardins botaniques, dont :
- Anacyclus officinarum Hayne (Compositae), disparu
- Bromus mango  Desv. (Gramineae), disparu
- Cycas szechuanensis C.Y.Cheng et L.K. Fu (Cycadaceae)
- Moringa hildebrandtii Engl(Moringaceae)
- Triticum ispahanicum  Heslot (Gramineae)
- Triticum jakubzineri Udacz. et Schachm. Gramineae)
- Triticum karamyschevii  Nevski (Gramineae)
- Triticum macha  Dekapr. et Menabde (Gramineae)
- Triticum militinae  Zhuk. et Migush. (Gramineae)
- Triticum parvicoccum Kislev (Gramineae), disparu
- Triticum timopheevii (Zhuk.)  Zhuk. (Gramineae)
- Triticum zhukovskyi Menabde et Ericzjan (Gramineae)
- Viciola bistorta  Bu¨ chel nom. nud. (Leguminosae), disparu
- Zea mexicana (Schrader)  Kuntze et Post et Kuntze(Gramineae)

D'autres étaient en 2004 considérées comme menacées de disparition (et bien plus encore "vulnérables" (non citées ici)
- Aniba rosaeodora Ducke, (Lauraceae), disparu
- Calamus ovoideus Thw. ex Trime, (Arecaceae)
- Calamus zeylanicus Becc., (Arecaceae)
- Ceroxylon alpinum Bonpl. ex DC. ssp. alpinum, (Arecaceae), disparu
- Echinacea tennesseensis (Beadle) Small, (Compositae)
- Forsythia saxatilis (Nakai) Nakai, (Oleaceae), disparu
- Gustavia speciosa (Kunth) De Candolle ssp. speciosa, (Lecythidaceae), disparu
- Juglans hindsii (Jepson) Jepson ex R. E. Sm.v (Juglandaceae), disparu
- Latania lontaroides (Gaertner) H. E. Moore, (Arecaceae), disparu
- Malus hupehensis (Pamp.) Rehd, (Rosaceae), disparu
- Manihot brachyandra Pax et Hoffmv (Euphorbiaceae), disparu
- Meconopsis aculeata Royle, (Papaveraceae), disparu
- Medemia argun (Martius) Wurtt. ex H. A.Wndl., (Arecaceae), disparu
- Myristica malabarica Lam., (Myristicaceae), disparu
- Panax vietnamensis Ha et Grushv., (Araliaceae), disparu
- Portulaca villosa Cham., (Portulacaceae), disparu
- Pterocarpus santalinus L. f., (Leguminosae), disparu
- Puya pyramidata (Ruiz et Pavo´ n) Schultes f., (Bromeliaceae)
- Saintpaulia ionantha H. A. Wendl., (Gesneriaceae), disparu
- Saussurea costus (Flac.) Lipsch. (Compositae)

Des réflexions sont en cours pour établir une liste rouge des espèces cultivées disparues, en voies d'extinction ou vulnérables,,.